# Monasterio de Santa Catalina de Siena (Quito)
El Monasterio de Santa Catalina de Siena situado en Quito, que data del siglo XVI, es uno de los cuatro monasterios con que hace presencia la comunidad dominica en el Ecuador y es uno de los cinco monasterios femeninos de clausura más antiguos de la ciudad.

## Historia
El monasterio fue fundado por doña María de Silíceo y Agudo de Mendozay estuvo originalmente ubicado entre las actuales plazas de Santa Clara y de San Francisco hasta que en 1613 pasó a su sitio actual, en el límite del Barrio de San Marcos.

### Fecha de fundación
Inicialmente se había propuesto el 14 de marzo de 1593 como fecha de fundación del monasterio:. Sin embargo, la mayoría de las fuentes actuales concuerdan en que fue en 1592 La fecha de fundación se deduce de una carta que la Real Audiencia de Quito envía al Rey Felipe II el 4 de abril de 1594

De dos años a esta parte se había fundado en esta ciudad un Monasterio de Monjas de Santa Catalina de Sena de la Orden de Santo Domingo, en que había más de treinta monjas y las once de ellas profesas que llevaba muestra de que iría muy adelante

### Ubicación original
Todas las fuentes concuerdan en que el monasterio fue fundado durante la Revolución de las Alcabalas, bajo la regla y la Orden de Santo Domingo y la advocación de Nuestra Señora de la Paz. Su ubicación original estuvo en un solar ubicado entre la Plaza de Santa Clara y la Plaza de San Francisco, comprado a Antonio de la Canal Específicamente, este solar iba desde la actual Calle Rocafuerte hasta la Calle Bolívar, y ocupaba todo el flanco oriental de esa manzana La entrada principal daba a la Plaza de San Francisco, mientras que el huerto estaba en la parte posterior y daba a la Plazuela de Alonso Casco (actual Plaza de Santa Clara)
Después de su fundación, la Comunidad prosperó rápidamente en todo sentido y, en cuanto al número de sus religiosas, subió al de 19 profesas, fuera de las novicias, en 1597, al extremo que en 1600, se crearon los cargos de Subpriora y Maestra de Novicias.
Siete años después de fundado el Convento, fue aceptado e incorporado entre los de la Orden dominicana, por el Capítulo General reunido en Roma, en 1601, a solicitud del padre fray Marcos de Flores, Definidor General de la Provincia y que se encontraba a la sazón en Roma.

### Ubicación actual
En 1613 se instaló definitivamente en el lugar que hoy ocupa, entre las calles Juan José Flores y Eugenio Espejo, en las casas que fueron de don Lorenzo de Cepeda, hermano de Santa Teresa de Jesús. Un primer edificio de adobe se reedificó de calicanto a fines del XVII, y se rehízo el tejado en 1794.

### Capilla de José Ascásubi Matheu

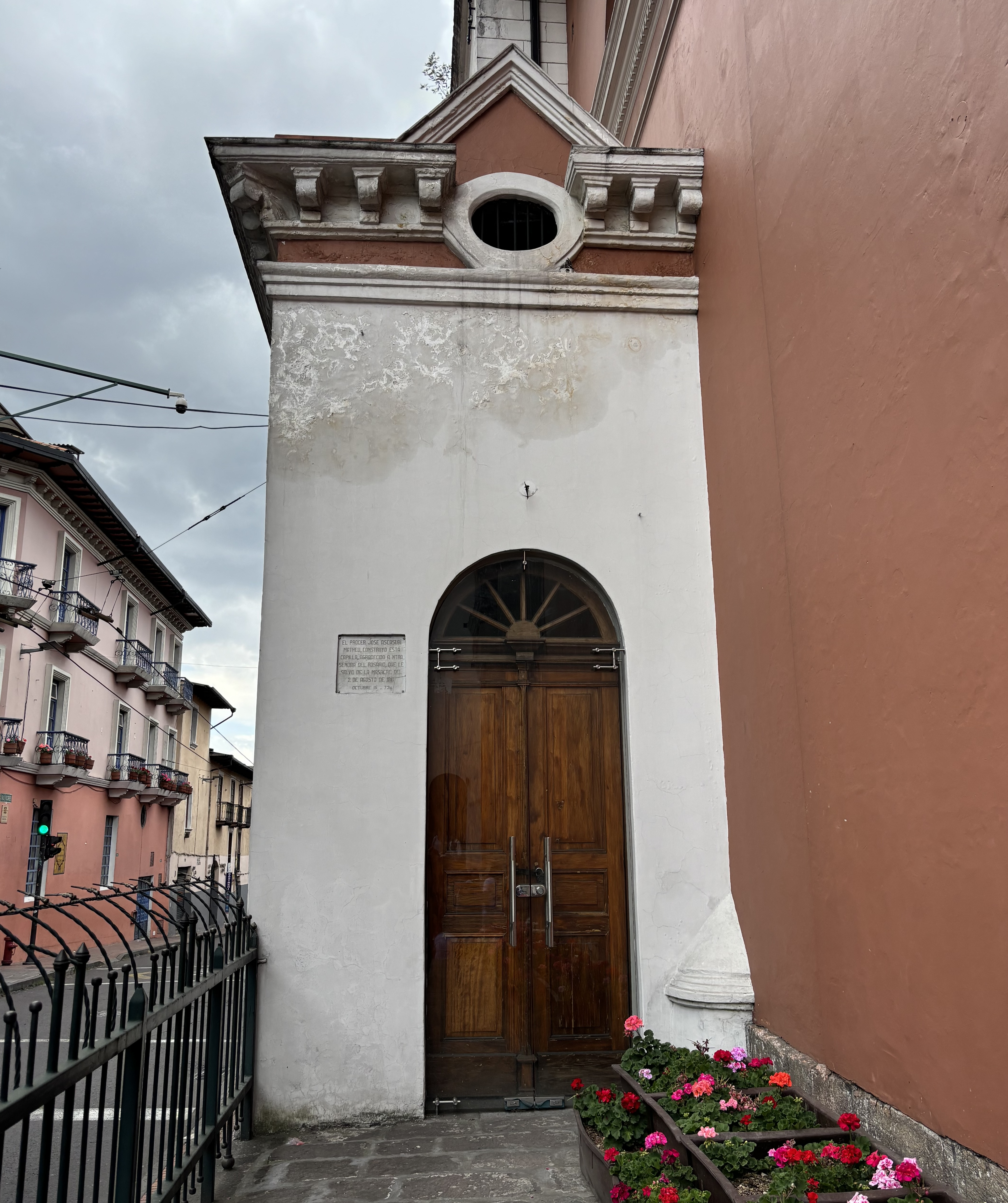
Capilla construida por José Ascásubi Matheu.

En el siglo XIX, el prócer de la independencia José Ascásubi Matheu mandó erigir una pequeña capilla adosada a la iglesia del monasterio en muestra de agradecimiento a la Virgen del Rosario. Esto por el hecho de haber escapado a la Masacre del 2 de agosto de 1810.

### Restos de García Moreno

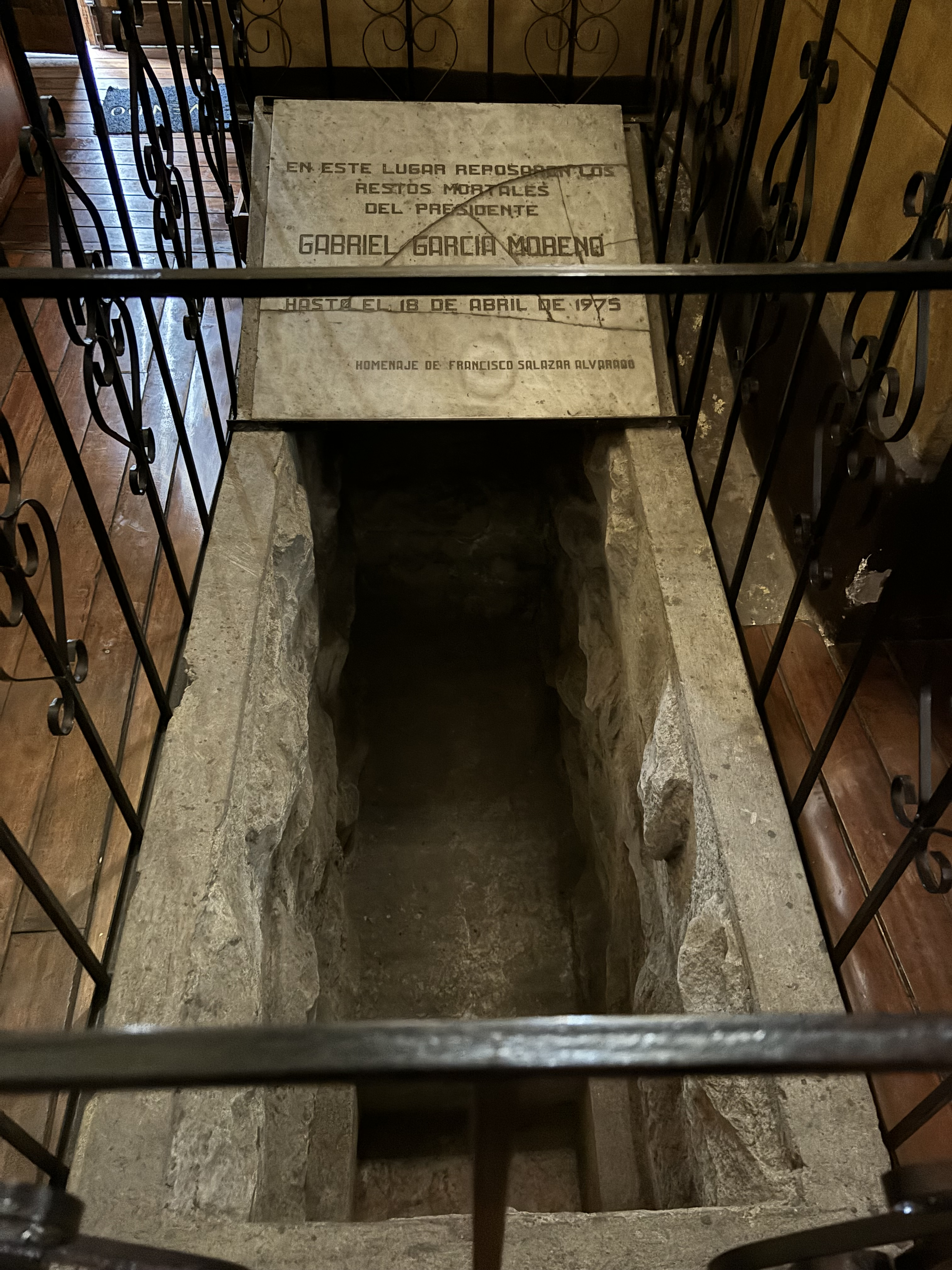
Lugar donde originalmente se hallaron los restos del presidente Gabriel García Moreno.

Poco después del asesinato del presidente Gabriel García Moreno, ocurrido el de 6 de agosto de 1875, su cuerpo fue ocultado para evitar su profanación. Con el paso del tiempo la ubicación de sus restos devino en un misterio y cien años después, en 1975, el arzobispo de Quito ordenó su búsqueda en los conventos y templos de la ciudad. Uno de ellos fue el Monasterio de Santa Catalina donde se hicieron varias excavaciones con el objeto de hallar su tumba hasta que en abril del mismo año, la hermana Mercedes Quintana dio con sus restos al notar una lápida con las iniciales G. G. M. al fondo de una de las fosas excavadas cerca del altar de la iglesia. Parte del cadáver fue trasladado a su tumba actual en la Catedral Metropolitana.
En la actualidad se puede ver una fosa con una lápida conmemorativa en aquel lugar de la iglesia del monasterio de Santa Catalina donde originalmente se hallaron los restos del presidente.

## Situación
El monasterio está situado en el centro de la ciudad (Calles Flores y Espejo) dentro del casco histórico, a dos cuadras de la Plaza Grande, tiene una iglesia monumental recientemente restaurada con ayuda del Municipio de Quito y es depositario de numerosas y valiosas obras del arte del barroco quiteño. Actualmente, el convento abre sus puertas al público por un museo de cuatro salas, el cual alberga más de 100 piezas, entre ellas esculturas, lienzos y telas de los siglos XVII y XVIII.

## Actualidad
Actualmente son las monjas atendidas pastoral y espiritualmente por los dominicos del Convento "Santo Domingo". El templo está abierto al culto y mantienen grupos de catequesis con la colaboración de los postulantes dominicos y de jóvenes del sur de Quito.
Las monjas obtienen recursos de la venta de medicinas elaboradas con recetas antiguas como jarabes de ajo o de rábano y eucalipto para la tos, agua carmelita para el corazón y los nervios, crema antiarrugas, condurango para el cáncer y otros menjurjes para toda clase de indisposiciones. También elaboran para venta al público pasteles y postres tales como turrón, la mermelada de guayaba y un apreciado vino de comunión.

## Museo Monacal de Santa Catalina de Siena
Inaugurado el 10 de agosto de 2005, el museo del monasterio expone al público una colección de piezas históricas (principalmente de la época colonial) como pinturas atribuidas a Manuel de Samaniego y esculturas atribuidas a Bernardo de Legarda, aunque la mayor parte de sus obras son anónimas.

## Galería

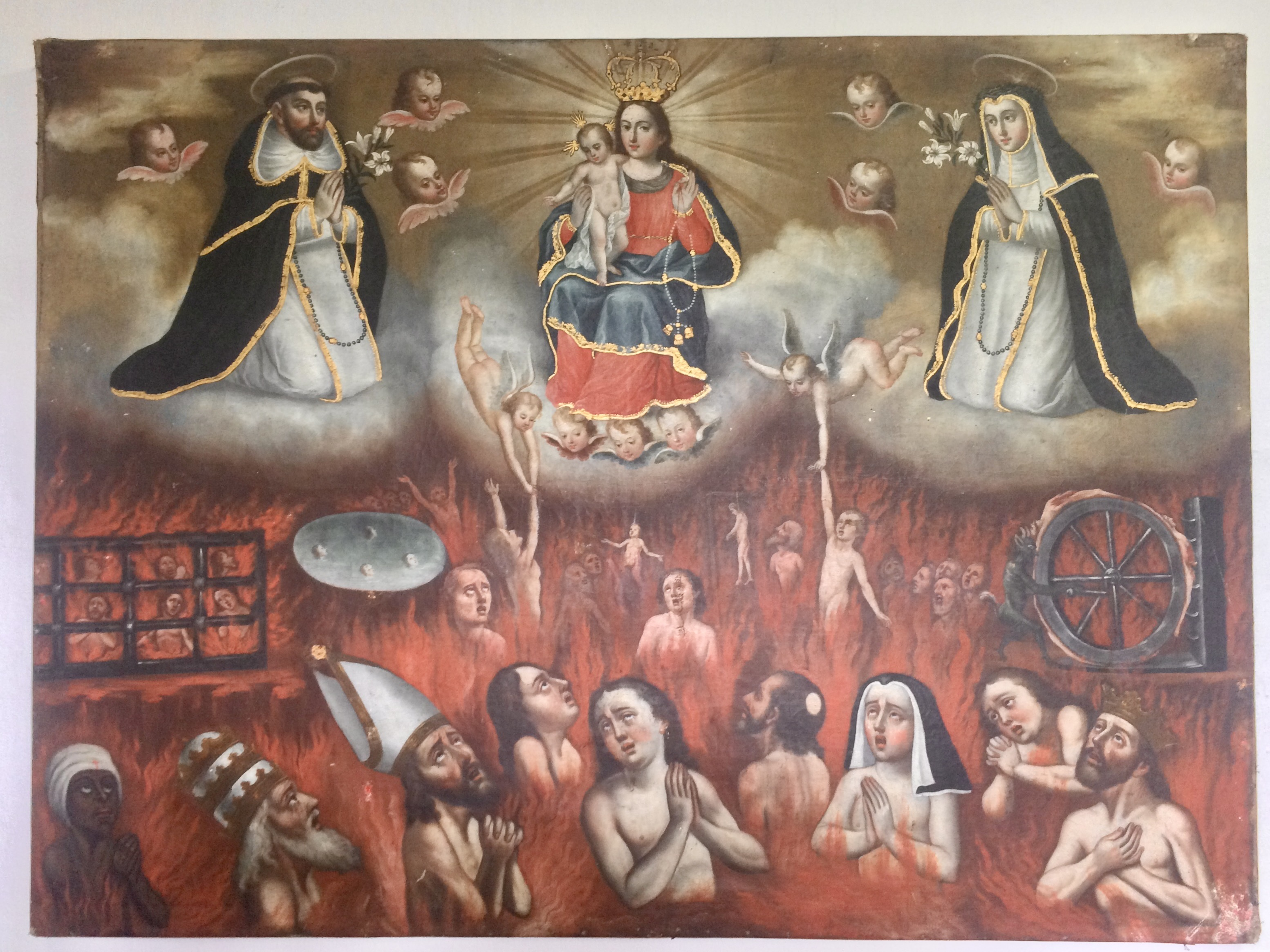
Virgen del Rosario y las almas del purgatorio (s. XVIII), anónimo. Óleo sobre lienzo. Museo del monasterio.
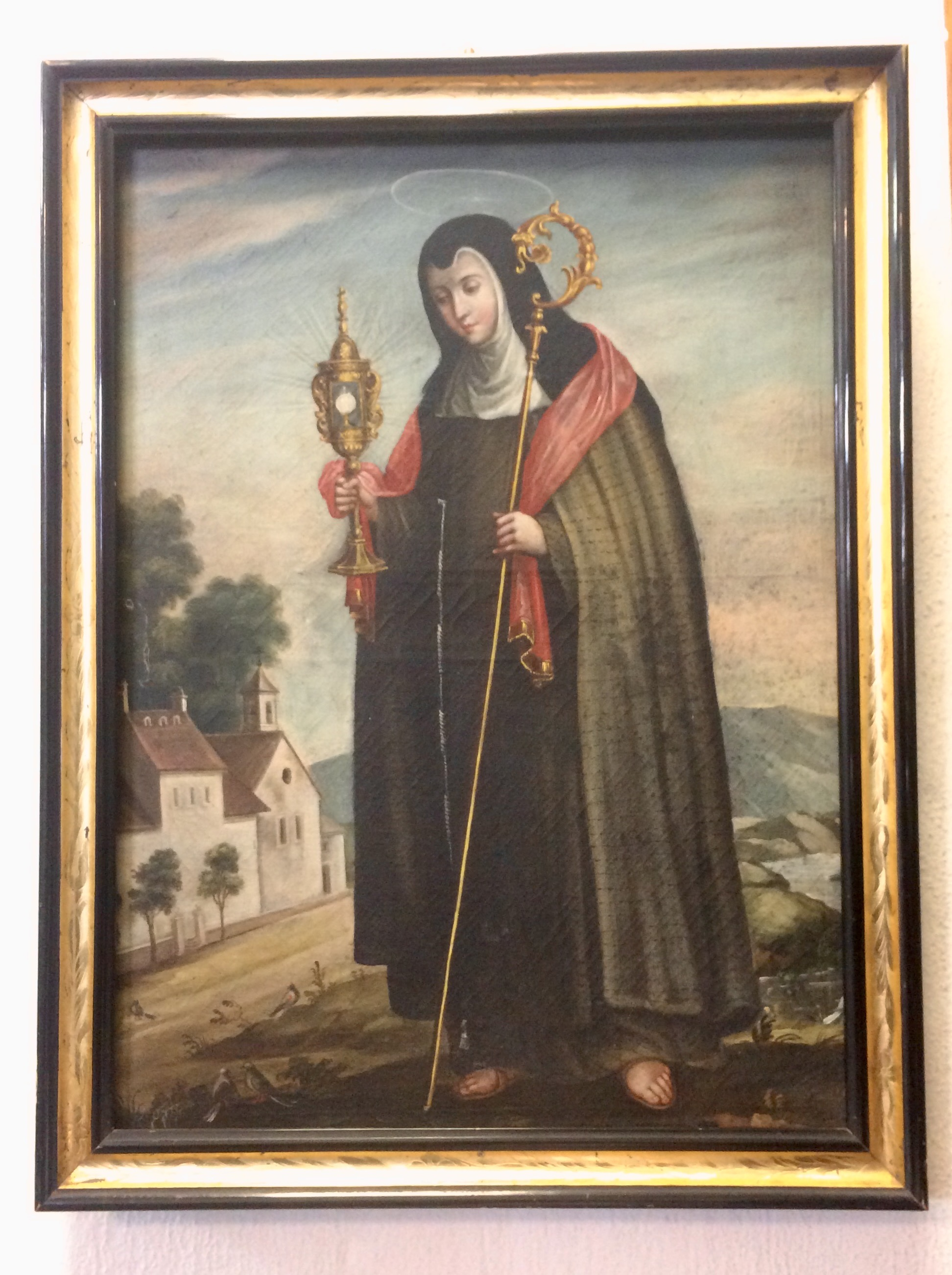
Santa Clara (s. XIX), anónimo. Óleo sobre lienzo. Museo del monasterio.
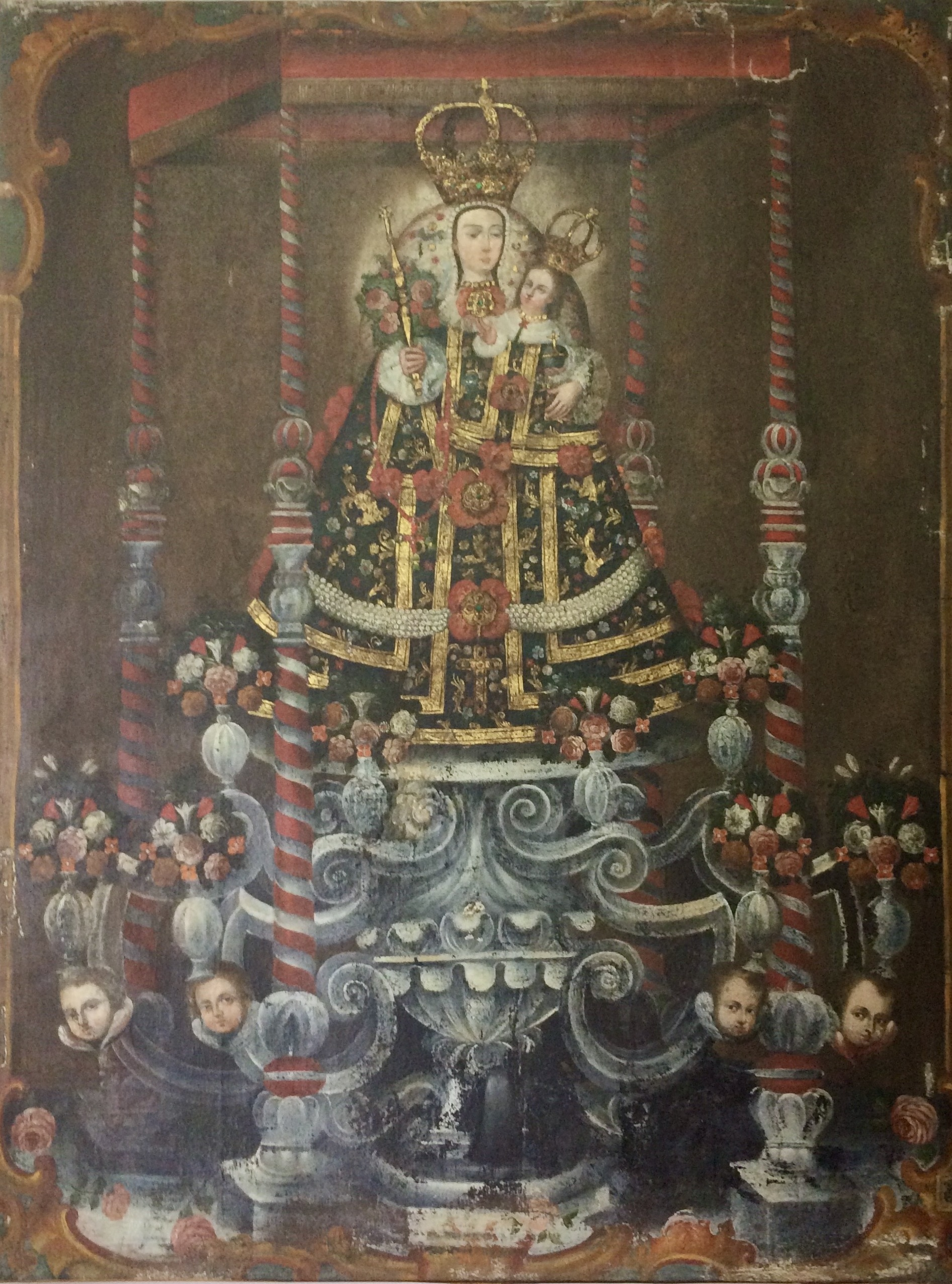
Virgen del Rosario. Museo del convento.
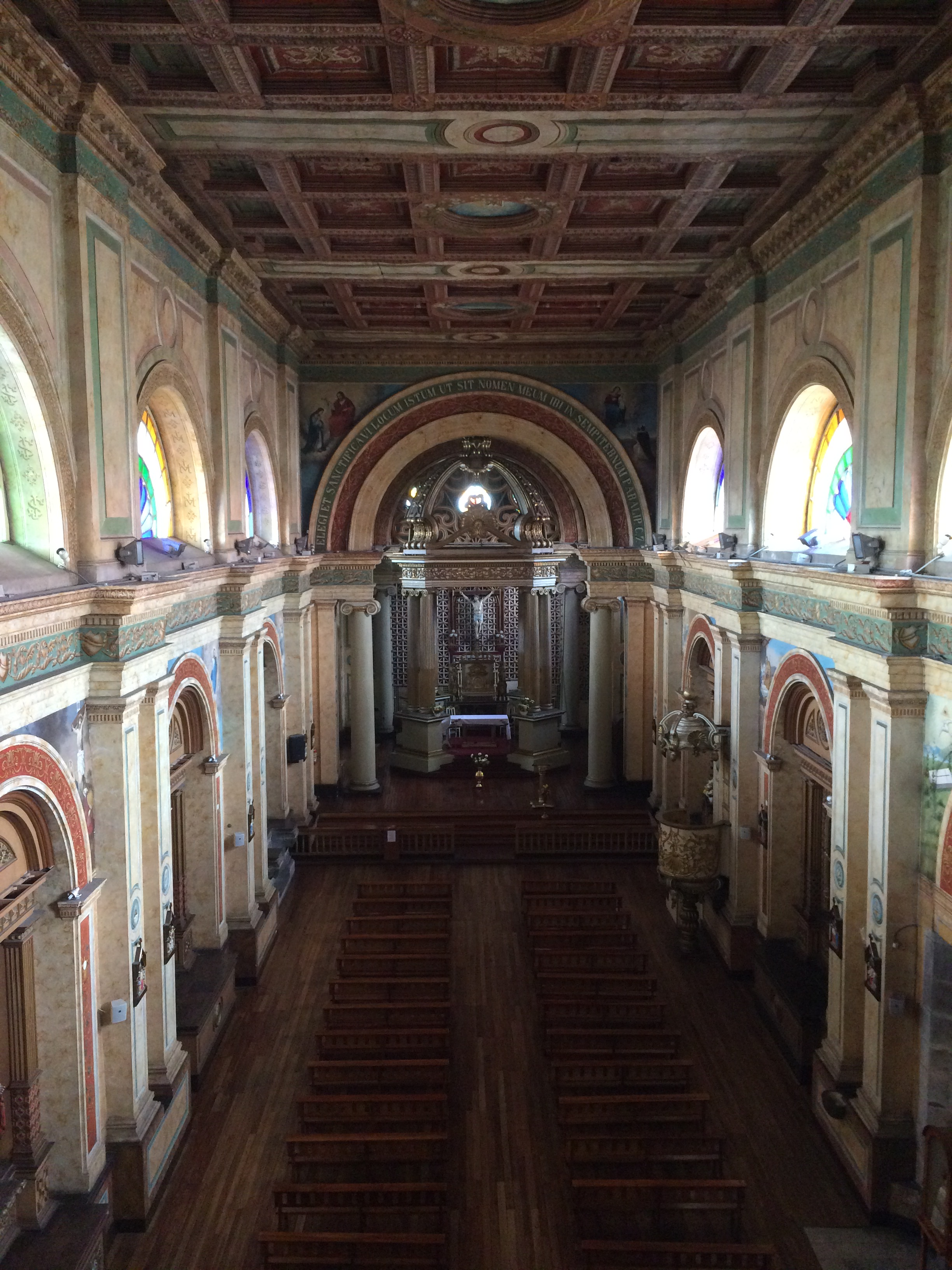
Vista anterior de la iglesia.
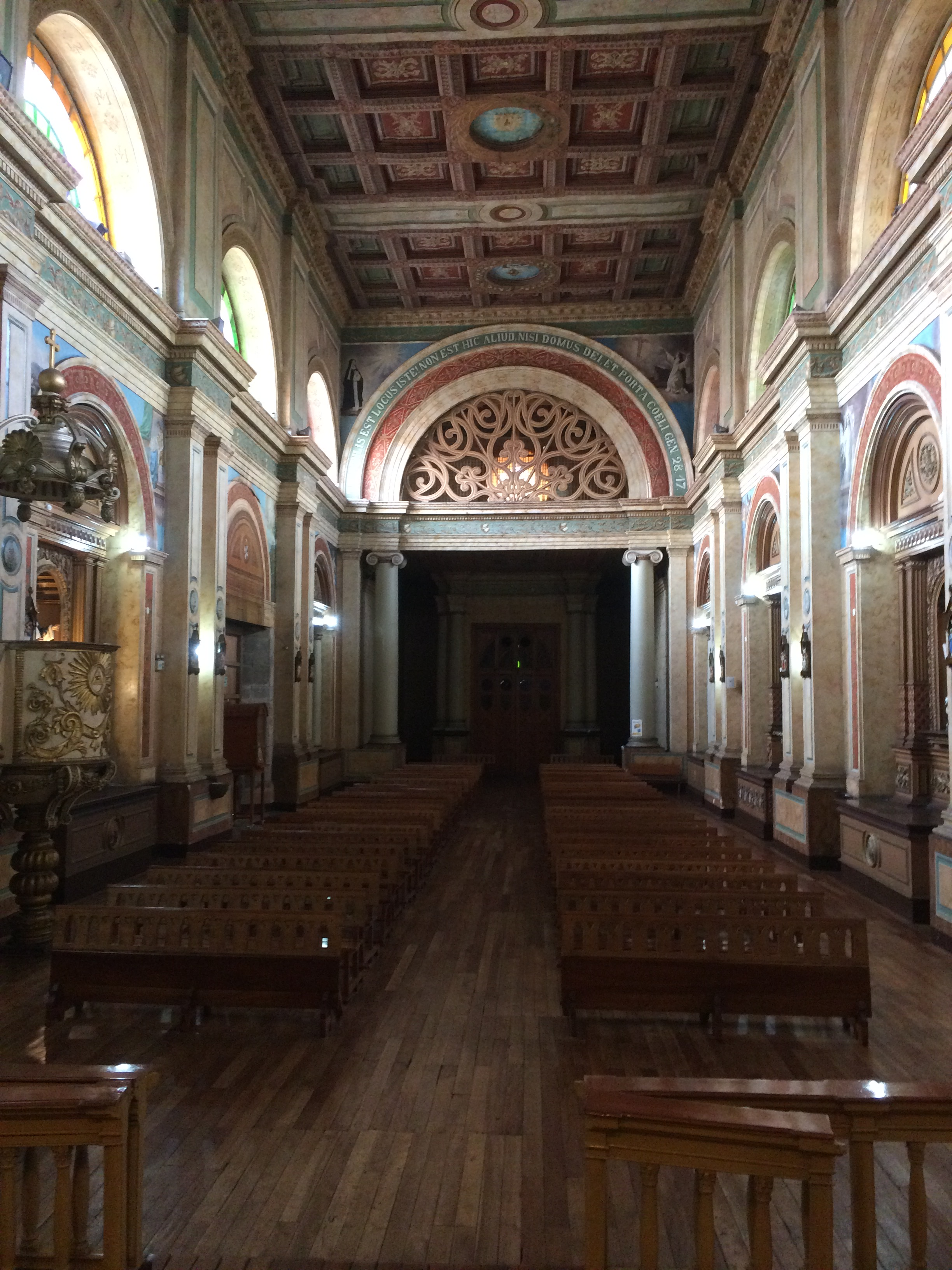
Vista posterior de la iglesia.
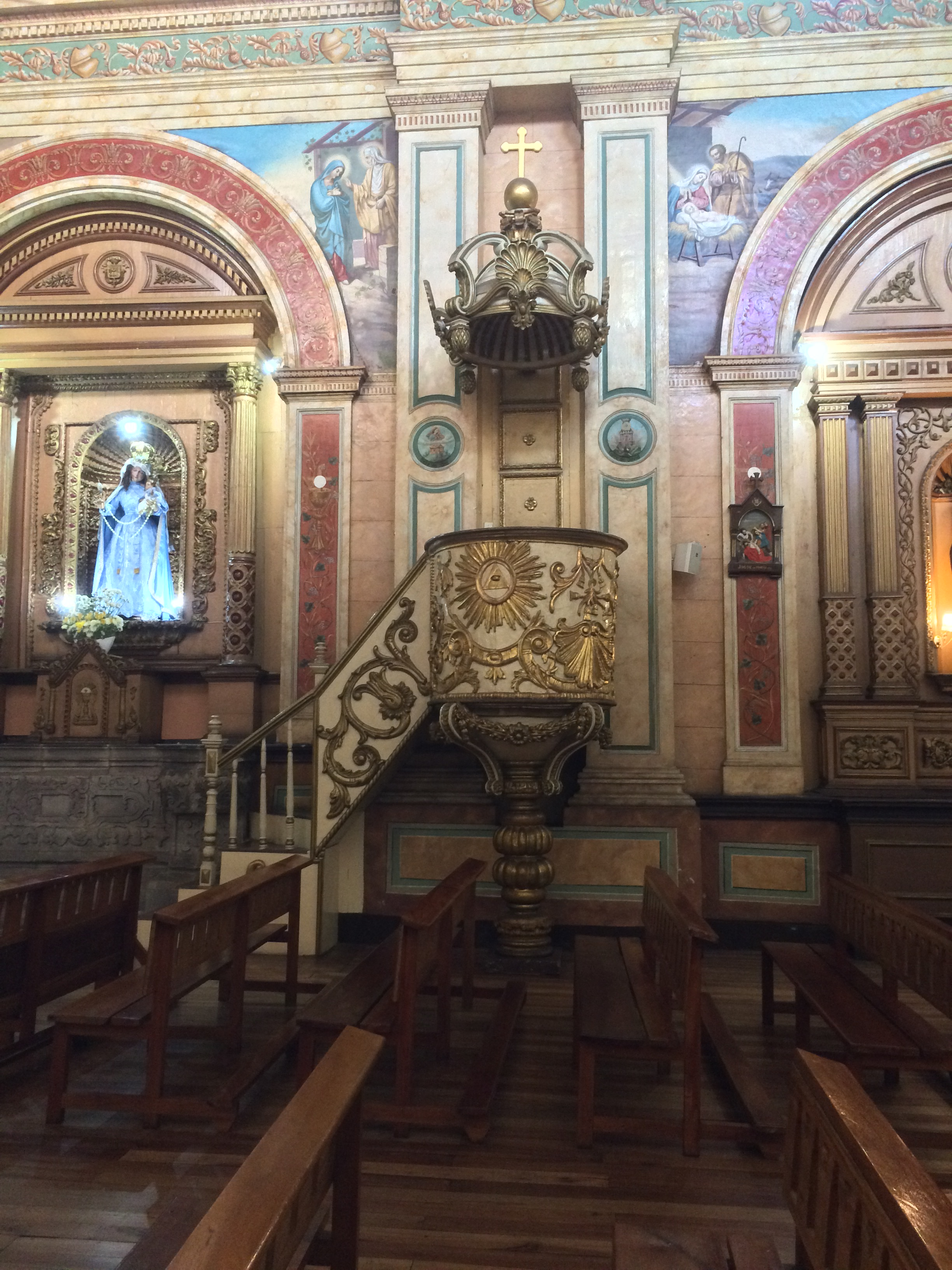
Púlpito.
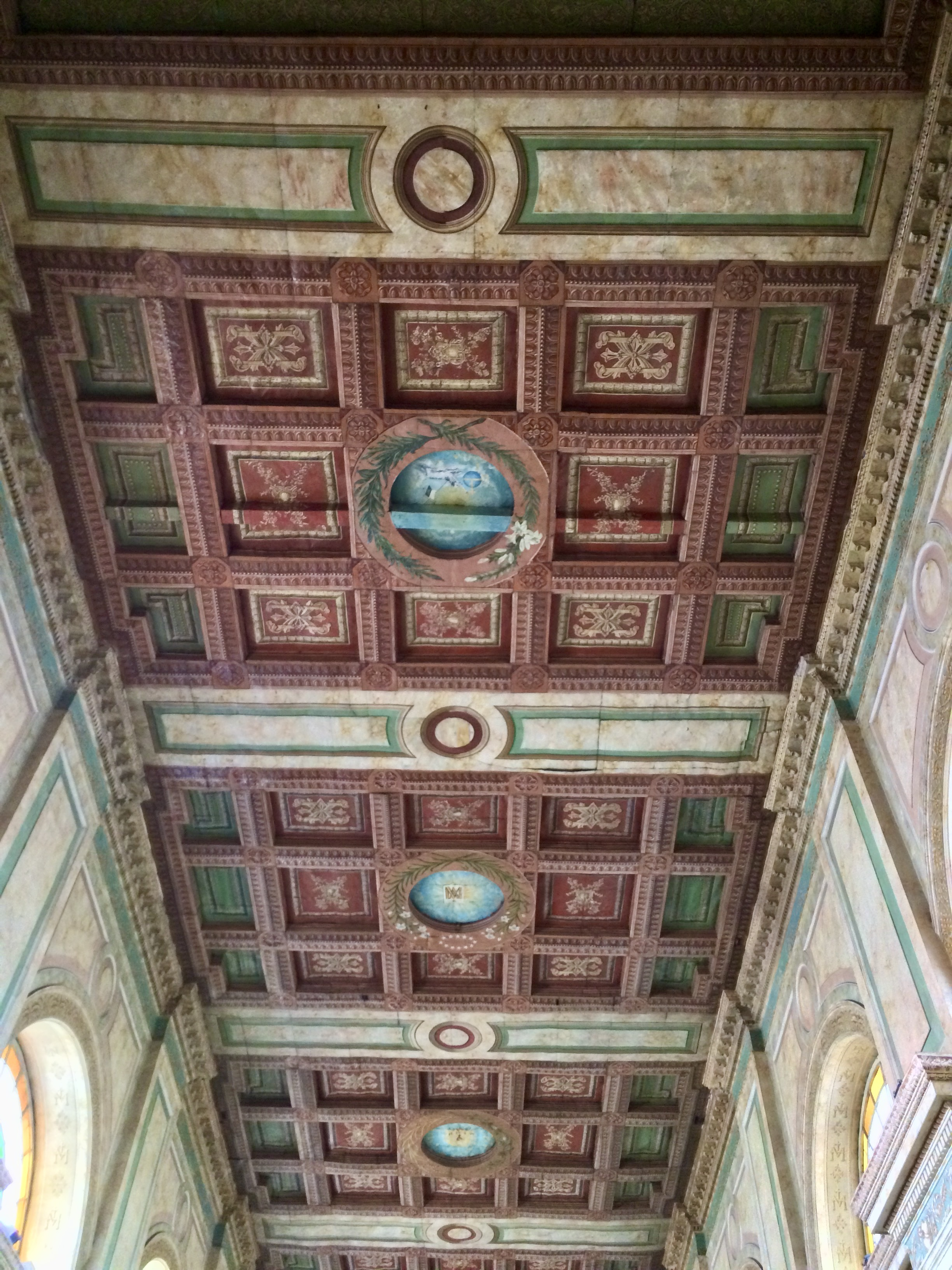
Cielorraso de latón, nave de la iglesia.